# Abinomn jezik
Abinomn jezik (avinomen, “baso”, foja, foya; ISO 639-3: bsa), izolirani jezik kojim govori oko 300 ljudi (Clouse, Ma, and Donohue 2002) na indonezijskom dijelu Papue Nove Gvineje, u regenciji Sarmi u području poznatom kao Lakes Plain.
Pripadnici plemena Foya danas poglavito govore jezikom plemena Mander, među kojima danas mnogi žive. Kao posebno samostalno pleme više ne postoje.

## Vanjske poveznice
- Ethnologue (14th)
- Ethnologue (15th)